# Lory Maier-Smits
Eleonore Clara Maria Lory Maier-Smits (geb. Smits; * 6. März 1893 in Höntrop; † 19. September 1971 in Laufenburg (Baden)) war Lehrerin und Darstellerin und die erste Eurythmistin. Sie entwickelte die Eurythmie zwischen 1912 und 1924 gemeinsam mit Rudolf Steiner, wobei erste künstlerische Ansätze Steiners aus der Zeit von 1908 an weitergeführt wurden.

## Leben

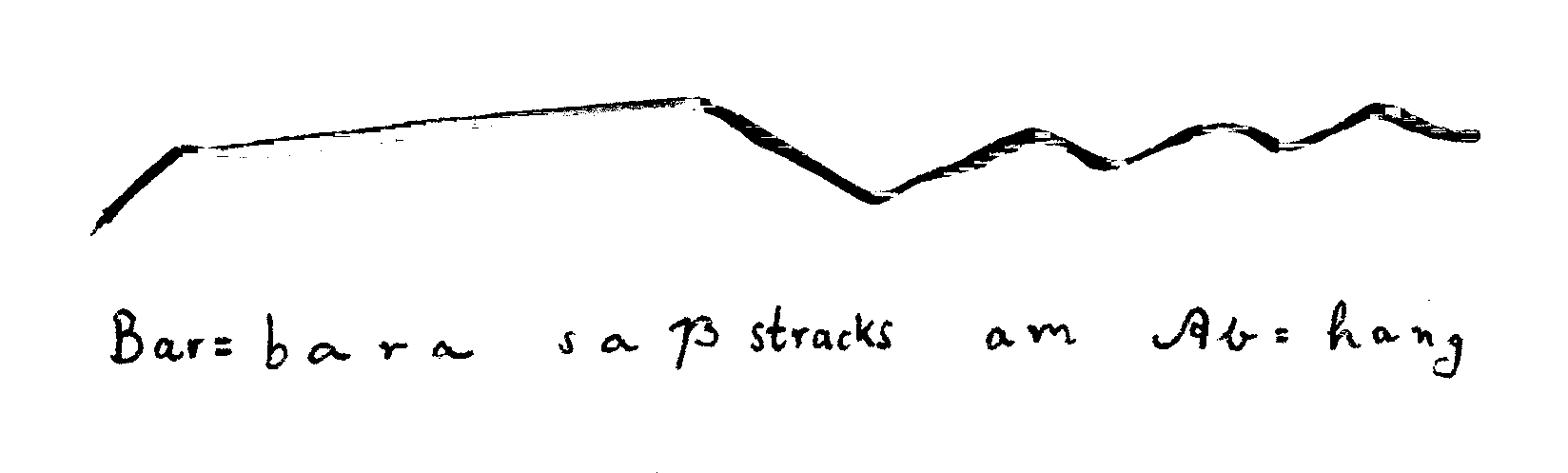
Beispielsatz zum Tanzen von Rudolf Steiner für Lory Maier-Smits. Bar-: Ruck nach oben; -bara saß: gedehnte Laute; stracks: Ruck nach unten; am Abhang: wellenförmige Bewegungen (nach Steiner / Smits / Beltle / Vierl)

Smits war die Tochter der Anthroposophin Clara Smits, die am 15. Dezember 1911 Rudolf Steiner bat, für ihre Tochter einen geeigneten Beruf vorzuschlagen, wurde am 30. März 1912 Mitglied der Theosophischen Gesellschaft und erarbeitete die Eurythmie zusammen mit Steiner, Marie von Sivers und anderen zum Teil im Angesicht entscheidender Schwierigkeiten, die durch den Ersten Weltkrieg heraufkamen.
Sie heiratete am 31. Mai 1917 auf Haus Meer in Büderich bei Düsseldorf Alfred Maier, mit dem sie drei Kinder (Anna-Sophia, Johanna Maria und Johannes Immanuel) hatte. In der Zeit des Dritten Reiches wurden ihr Eurythmie-Aufführungen in Deutschland verboten.
Maier-Smits fand ihre letzte Ruhestätte in Laufenburg am Rhein. Nach ihrem Tode war sie in den 70er und 80er Jahren, vor allem durch Else Klink in Stuttgart, eine recht populäre Gestalt.

## Eurythmische Arbeit
Smits nahm ab dem 16. September 1912 mit Mieta Waller und Marie von Sivers in Bottmingen bei Steiner neun Unterrichtsstunden in Eurythmie. Mit als das Erste hatte sie, Steiners Hinweisen folgend, vorwärts und rückwärts Alliterationen zu schreiten und dabei auf die alliterierenden Taktteile einen kräftigen Schritt zu tun und auf die Taktteile ohne alliterierenden Konsonanten in gefälliger Weise den Arm zu bewegen. Sie gab am 26. April 1913 in Düsseldorf in der Anwesenheit Steiners, ihrer Geschwister, Annemarie Donaths und Erna Wolframs die erste Eurythmiedarbietung, nach der die Eurythmie während der Münchner Aufführung von Steiners viertem Mysteriendrama im selben Jahr zum ersten Mal öffentlich gezeigt wurde. Am 28. August 1913 gab sie mit L. Stahlbusch und Erna van Deventer-Wolfram in München eine interne Eurythmieaufführung vor Mitgliedern der Anthroposophischen Gesellschaft, der regelmäßige Eurythmieaufführungen, u. a. jede Woche in der Schreinerei am Goetheanum vor Vorträgen Steiners, und ab 1915 eurythmisch-dramatische, durch Steiner gestaltete Szenen aus Goethes Faust und aus Steiners Mysteriendramen folgten. Smits begann im Oktober 1913 auf Haus Meer einen Eurythmie-Ausbildungskurs, den sechs Frauen besuchten. In der Zeit zwischen dem 18. August und dem 11. September 1915 nahm sie mit Marie Steiner, Erna van Deventer-Wolfram und Elisabeth Dollfuß an einem Kurs Steiners teil, der u. a. die Kräfte der Planeten und des Tierkreises in ihrem Wechselwirken mit Sprache, Körpergestalt und Gebärde des Menschen in zwölf Stimmungen erübte und Höhepunkte wie den der ersten öffentlichen Eurythmie-Aufführung auf der Zürcher Pfauenbühne am 24. Februar 1919 vorbereitete.